# Гроссуляр
Гроссуля́р, а также его разновидности, гроссуляри́ты: гессони́т, гоме́д, пакистанский изумру́д, циннамо́новый камень (от лат. grossularium — крыжовник) — минерал, кальциево-алюминиевый гранат, входящий в изоморфные ряды уграндитов и гроссуляра — гидрогроссуляр; Ca3Al2[SiO4]3.

## Название
Название минерала гроссуляр происходит от латинского названия крыжовника — grossularium — ввиду светло-зелёного цвета некоторых экземпляров минерала, сходного с цветом ягод крыжовника.

## Свойства

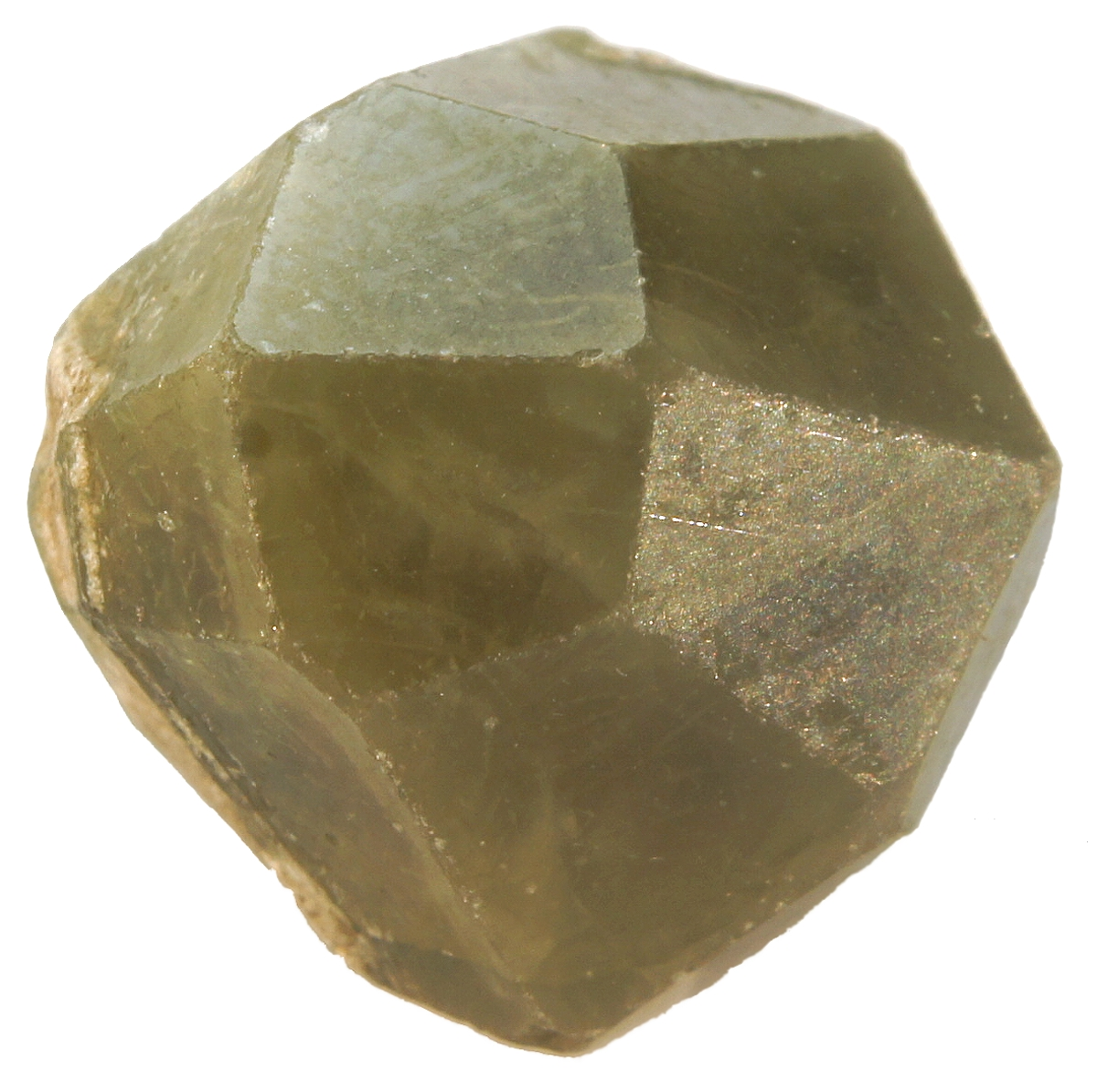
Гроссуляр 15х15х18 мм. Якутия

Цвет бесцветный, золотисто-жёлтый; оттенки разнообразные, наиболее часто встречаются зелёные и светло-зелёные гроссуляры, реже — жёлтые разных оттенков, светло-бурые, коричневатые, розово-красные. Удельный вес — 3,6; радиус ионов а = 11,851 Å; n = 1,734—1,780. Мелкие зёрна изотропны, крупные часто анизотропны; для некоторых кристаллов устанавливаются секториальные двойники.

## Оценка
В ювелирных изделиях можно встретить гроссуляры различного качества, в большинстве случаев они относятся к полудрагоценным или поделочным камням. При определении качества обработанного минерала учитываются следующие особенности: прозрачность, блеск, качество и однородность цвета. Дефекты, свойственные обработанным минералам: тусклость, волокнистость, трещины и полости, чёрные пятна.

## Происхождение (генезис)
Характерен для термически и регионально изменённых известковистых пород. Продукт кальциевого метасоматоза. Встречается иногда в пустотах метаморфизованных базальтов. Обычная примесь андрадитового компонента.
Типичными спутниками гроссуляра в родингитных месторождениях являются диопсид, везувиан и хлорит. Эта достаточно однородная ассоциация минералов слагает массивную мелкозернистую горную породу кристаллобластической структуры, иногда образует практически мономинеральные породы (гроссуляриты). В проходящем свете такой гроссуляр часто обнаруживает заметное двупреломление светло-серых цветов интерференции. В перекристаллизованных родингитах к перечисленным выше минералам присоединяются поздние карбонаты.

## Разновидности
В зависимости от цвета различают, но не в качестве отдельных минералов, а как разновидности:
- Гидрогроссуляр — плотные, непрозрачные разновидности гроссуляров, у которых часть кремнекислородных тетраэдров замещена гидроксильной группой;
- Гессонит — коричневая, красновато-коричневая и оранжево-коричневая ювелирная разновидность гроссуляра;
- Розолит и ландерит — бледно-розовый, розовато-красный;
- Румянцевит — буровато-красный[5]. Назван в честь П. А. Румянцева;
- Сукцинит — янтарно-жёлтый[6]
- Цаворит, или тсаворит (ванадиевый гроссуляр), — зелёный, содержит до 4,52 % оксида ванадия.

## Фотогалерея

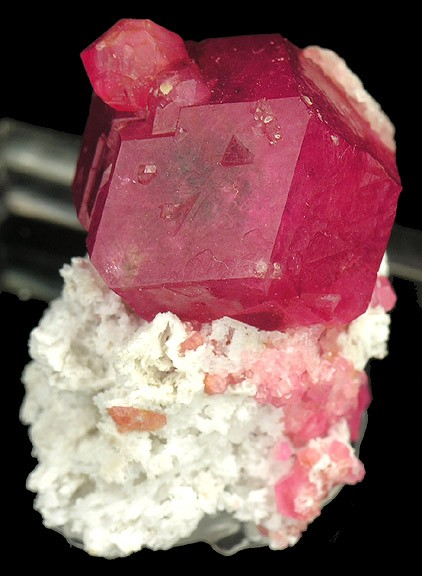
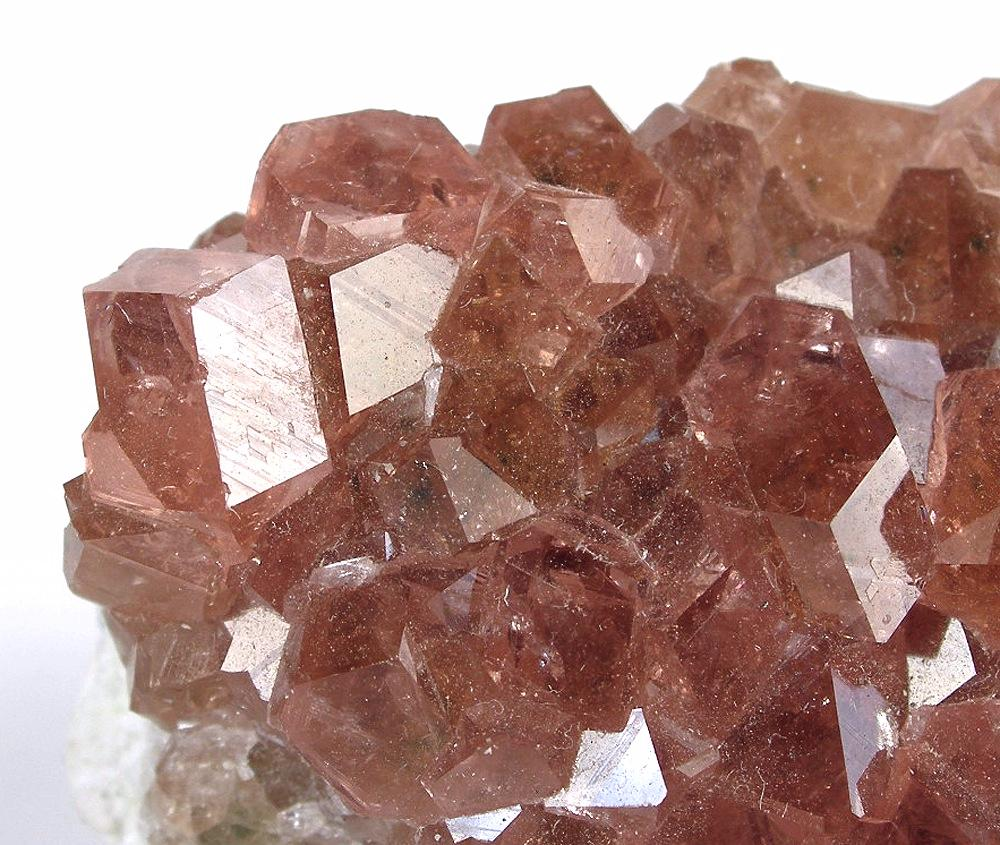
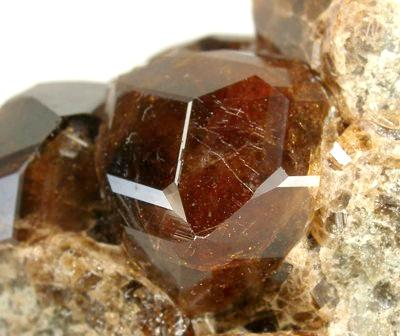
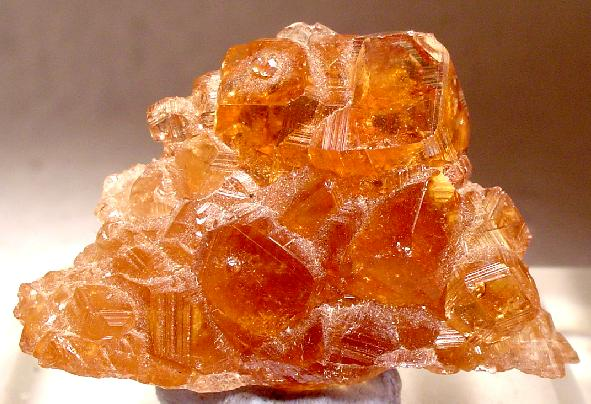
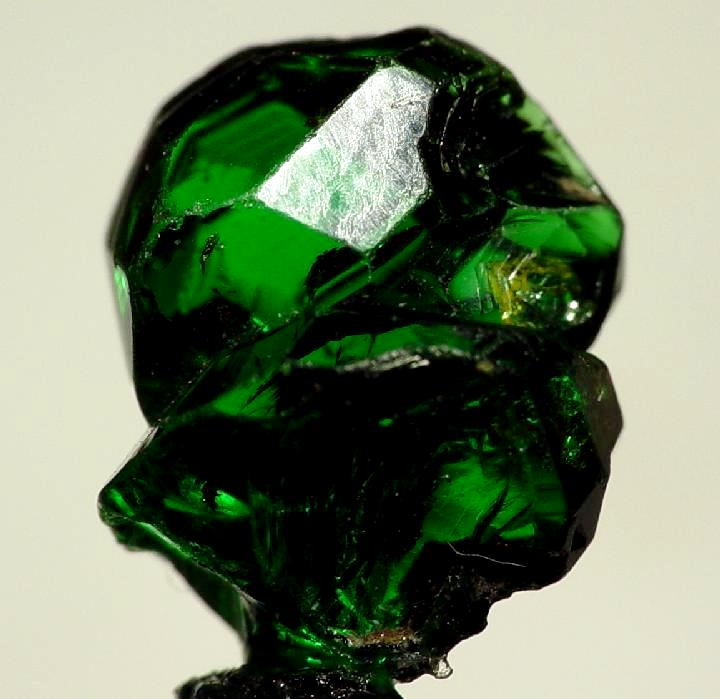
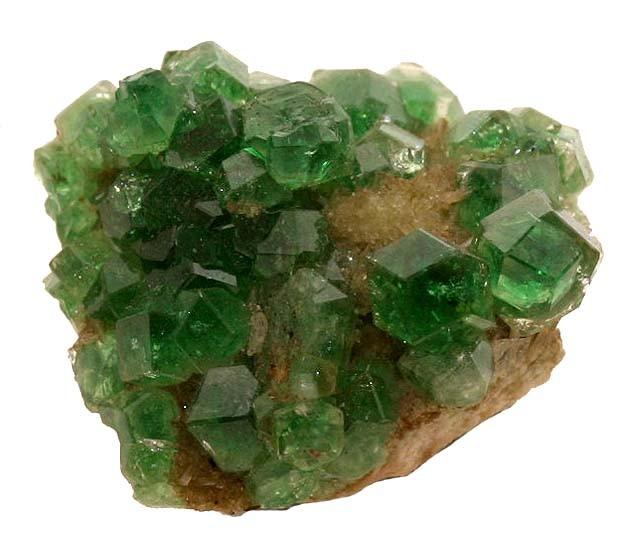
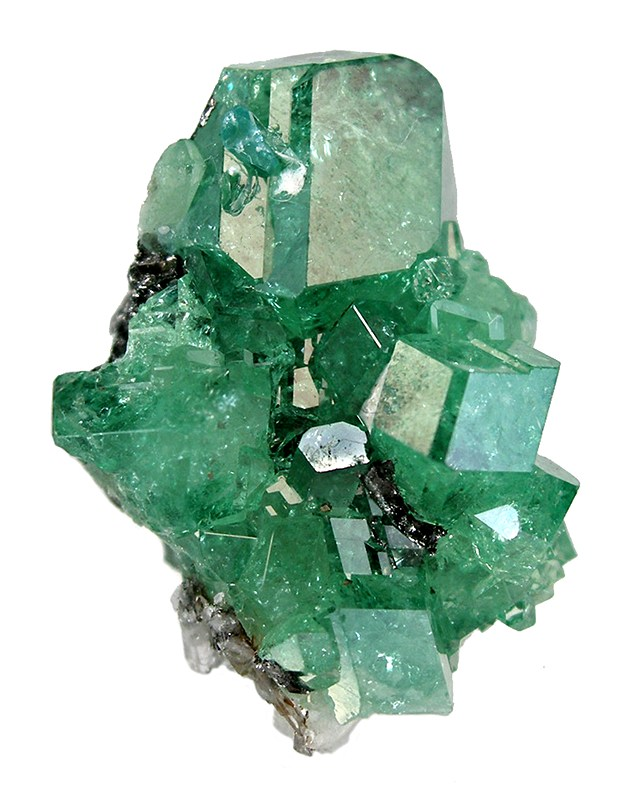
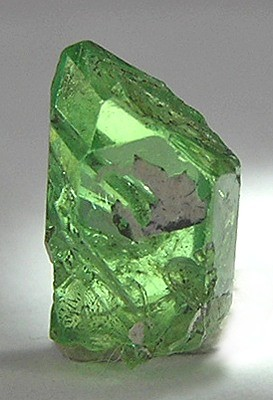
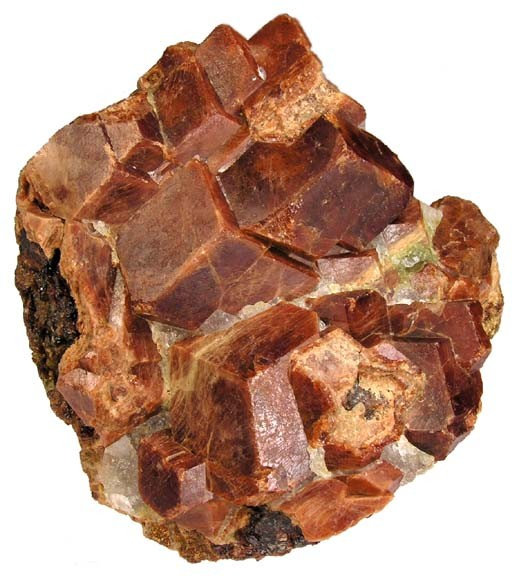
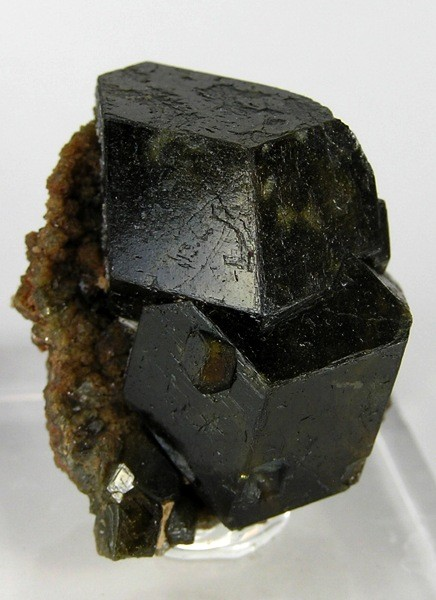